# なちゅらるとん
なちゅらるとん（1986年5月11日 - ）は、日本のイラストレーター・原画家（本人は「原画見習い」と称する）。
同人サークル「ちゅらる庵」を主宰。

## 主な作品
ゲーム
- あかね色に染まる坂（feng、サブ原画）
- 星空へ架かる橋（feng、メイン原画）
  - 星空へ架かる橋AA（feng、メイン原画）
- ちいさな彼女の小夜曲（feng、ミニキャラ原画）
- 彼女のセイイキ（feng、ミニキャラ原画）
  - 妹のセイイキ（feng、ミニキャラ原画）
  - 学校のセイイキ（feng、ミニキャラ原画）
- ずっと前から女子でした（feng、ミニキャラ原画）
- 夢と色でできている（feng、ミニキャラ原画）

小説
- 埋まったままDE宇宙戦争!（健速、GA文庫、挿絵）
- 妹が魔女で困ってます。（星家なこ、MF文庫J、挿絵）

CD
- ヤンデレの女の子に死ぬほど愛されて眠れないCD（EDGE RECORDS、キャラクターデザイン）